# 六花亭
株式会社六花亭（ろっかてい、英: ROKKATEI CO., LTD.）は、北海道帯広市に本社を置く製菓メーカー。

## 概要
北海道を代表する銘菓の1つである「マルセイバターサンド」をはじめとする菓子を製造・販売している。直営店などの店舗は北海道のみで展開しており、北海道内の主要空港などでも商品を取り扱っている。北海道外では通信販売で商品を購入することができるほか、百貨店で開催する物産展などで商品を販売することがある。
各種社内制度が充実しており、従業員の「ワーク・ライフ・バランス」確保に向けての取組みが評価されているほか、メセナや企業の社会的責任（CSR）に積極的な企業であり、「中札内美術村」や「六花の森」、「六花文庫」の運営などを行っているほか、1960年（昭和35年）創刊の児童詩誌『サイロ』は毎月1回の発行を続けている。
名称について「六花」（りっか、ろっか、むつのはな）とは雪の結晶を表しており、社名を変更する際に小田豊四郎が当時の東大寺管長であった清水公照に相談し、「北海道を代表する菓子屋になるように」という願いを込め、北海道の代名詞とも言える雪に因んで名づけた。

## 主な商品
六花亭は、「最上の原料を使うこと」「地域に根ざしたストーリーや季節感を現していること」で「六花亭らしさ」を商品にしている。
十勝地方には豊富で良質な原料があるにもかかわらず、「最上の原料を使う」ために、十勝産には拘っておらず、十勝で最上のものがなければ、外所から入手するものもある。小麦粉はその一例であり「マルセイバターサンド」は北米から取り寄せた専用の粉を用いている。商品名やデザインに関しては、十勝の歴史・風土や先人の苦労を投影することを意識しており、「マルセイバターサンド」は依田勉三が興した「晩成社」が北海道で初めて商品化したバター「マルセイバター」に由来している。そのほか、開拓時の苦闘を詠んだ依田勉三の句「開墾のはじめは豚とひとつ鍋」から名づけた「ひとつ鍋」、十勝平野をイメージする「大平原」などがある。
また、六花亭の商品は「十勝の人が日常食べるおやつ」を作ることを常に意識して、毎日おやつとして食べることができる価格帯を想定している。商品づくりでも手作業の方が味が保たれる工程については機械化せずに行っている。
マルセイ・シリーズ
- マルセイバターサンド
- マルセイビスケット
- マルセイバターケーキ
- マルセイキャラメル

焼菓子
- カステラ（プレーン、抹茶）
- 霜だたみ
- いつか来た道
- チョコマロン
- 大平原
- めんこい大平原（プレーン、チョコ）
- 百歳
- おふたりで（モカ、抹茶）
- 北加伊道
- 雪やこんこ
- リッチランド
- □△○ミニ
- 玉がしわ
- 六花亭貯古齢糖
- いつものアレ
- ブルーベリーパイ朱夏

チョコレート菓子
- ホワイトチョコレート（プレーン、抹茶、モカ）
- ミルクチョコレート
- ビタスィートチョコレート
- 花の大地ひろびろ
- 畑の大地ひろびろ
- おかげさま
- ストロベリーチョコ（ホワイト、ミルク）
- ありがとう
- カラフル・マンス
- 六花の森

和菓子
- べこ餅
- どらやき
- 白樺羊羹
- ひとつ鍋
- 三余

季節菓子
- 水ごよみ
- 十勝野
- こぼれ梅
- 夏見舞

洋菓子
- シーフォームケーキ（カスタード、キャラメル）
- 六花亭醍醐
- 十勝川西長いもシフォン（オレンジ、抹茶）

煎餅・駄菓子
- 昆布蔵
- 極楽
- 六花のつゆ

その他
- 六花の森ヨーグルト
- いちご畑
- 百鬼ドレッシング
- オリジナルコーヒー
- ポテトチップス（深川油脂工業製OEM品）

冷凍商品
- 冷凍五目強飯
- 冷凍十勝強飯
- 冷凍ほたて強飯
- 冷凍肉まん
- 冷凍ほたてまん
- 冷凍柏手焼
- 冷凍マルセイバターサンド

上記商品はいわゆる「土産菓子」であり、空港の総合土産店やオンラインショップ等でも購入が可能である。これらとは別にシュークリームやショートケーキなどの生菓子を直営店や百貨店の売り場で販売している。道民向けの安価で高品質な商品であるが、公式サイト上では一切紹介されず通信販売も行っていない。また「さくさくパイ（本店等限定）」「シュクレー（西三条店限定）」など店舗限定の商品も存在するが、こちらも通信販売などは行っていない。

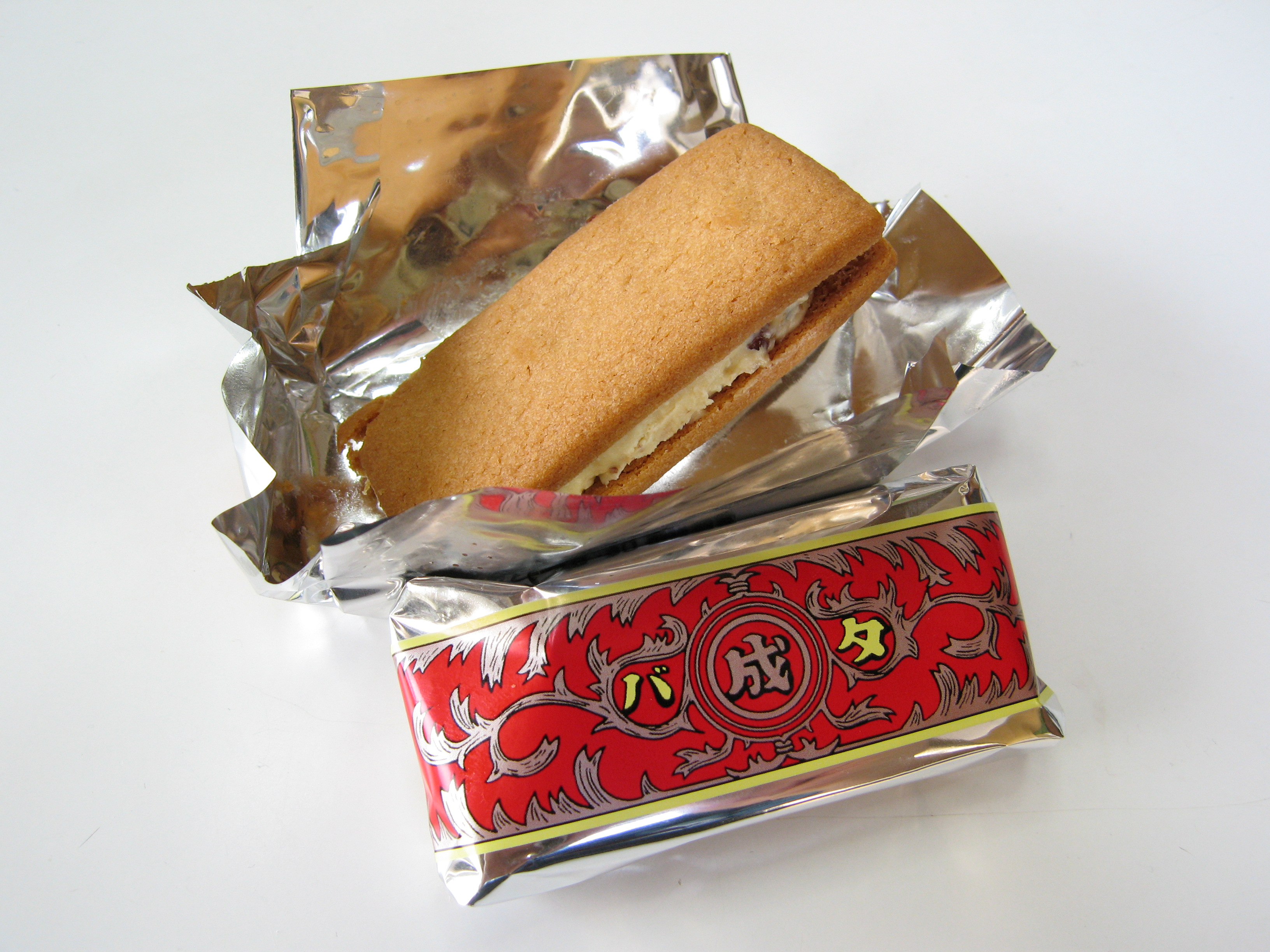
マルセイバターサンド
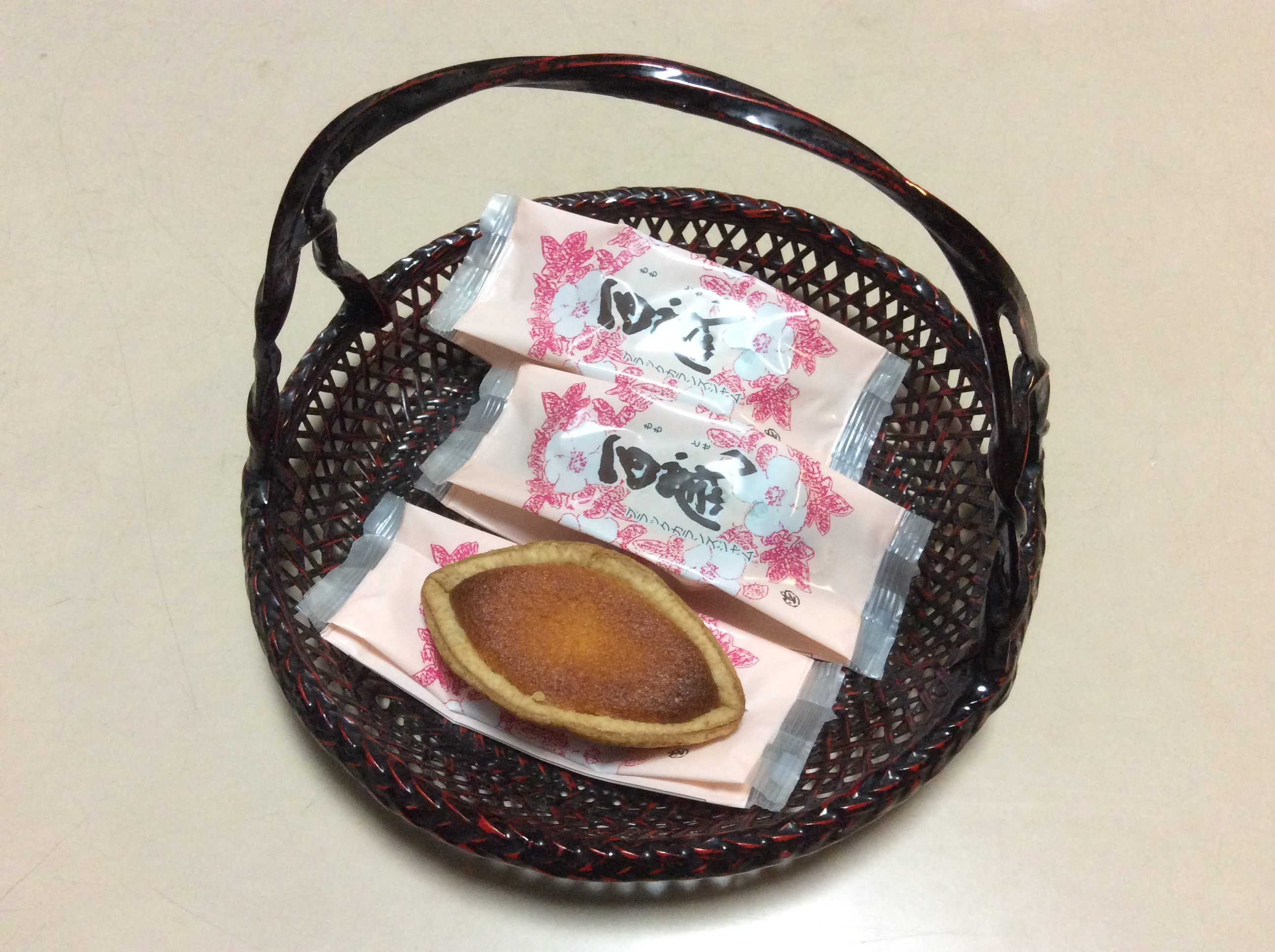
百歳
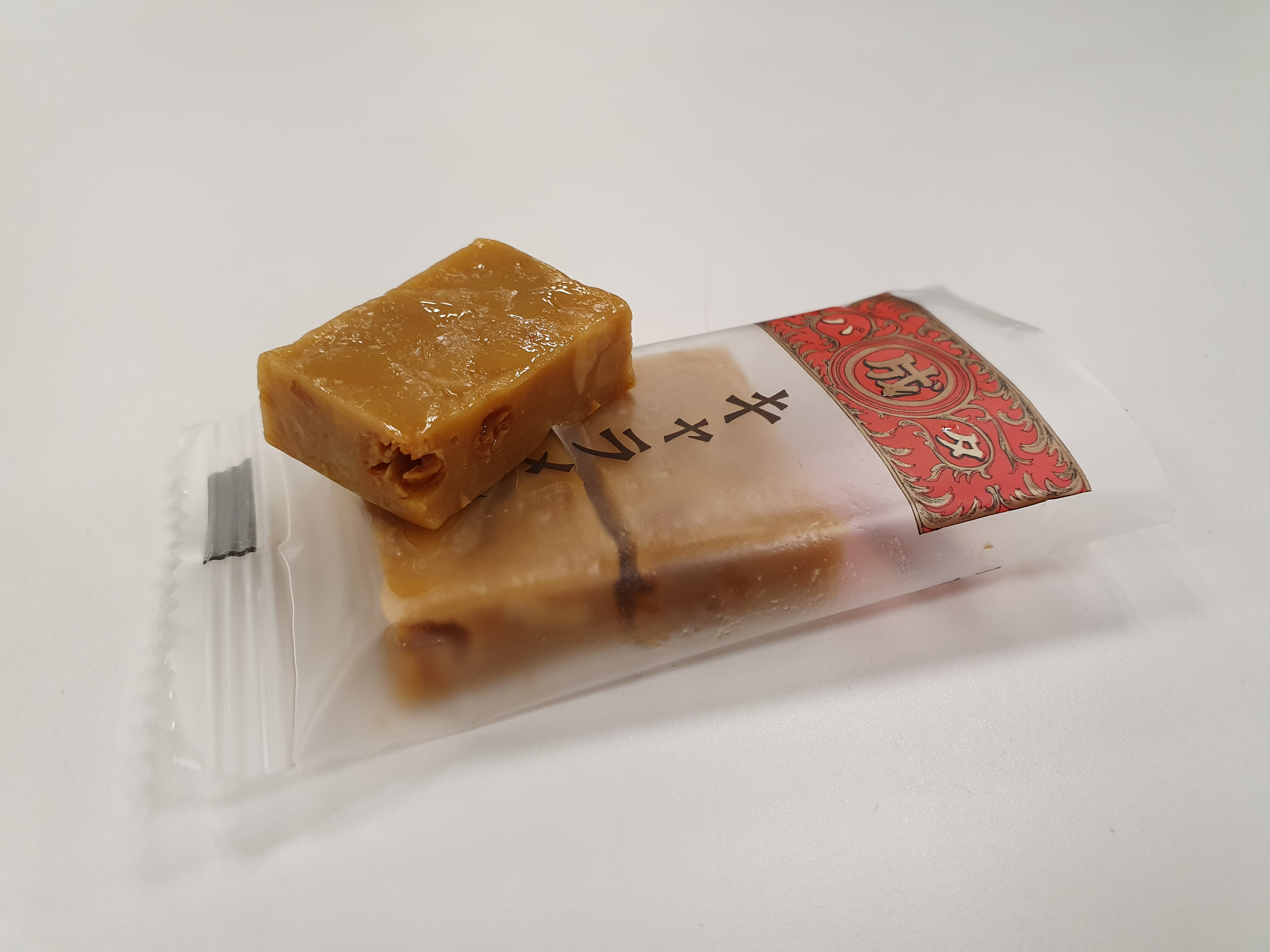
キャラメル

## 沿革
「六花亭製菓」は、1860年（万延元年）に秋田県出身の藩士・佐々木吉兵衛が箱館（現在の函館市）で創業した老舗であり、現在の「千秋庵総本家」が発祥となっている。その後、明治から昭和にかけてのれん分けする形で、北海道内各地で「千秋庵」が誕生していった。1894年（明治27年）に「小樽千秋庵」が創業すると（1997年廃業）、1921年（大正10年）に小樽千秋庵から独立して「札幌千秋庵」が創業した。そして、1933年（昭和8年）に札幌千秋庵の創業者・岡部式二の弟である岡部勇吉が独立し、帯広に「札幌千秋庵帯広支店（帯広千秋庵）」を創業したが、体調不良のため1937年（昭和12年）に経営を甥の小田豊四郎が引き継いだ。十勝では豆やビートといった原材料に恵まれていたことから、すでに「伊豆屋高野三郎」（後のイズヤパン、現在の札幌パリ）、「露月」などの同業他社が多くて経営は苦戦していたが、1939年（昭和4年）頃には砂糖の大量購入が功を奏し、「価格等統制令」で砂糖が不足した他社を凌いで地域一番店になった。
「第二次世界大戦」のため、1943年（昭和18年）に小田豊四郎が招集されると店舗は「偕行社」の売店となったほか、工場疎開によって休業を余儀なくされた。1946年（昭和21年）に小田豊四郎が帰還すると店の運営を再開し、戦後に「カボチャ饅頭」などの製造を開始した。1952年（昭和27年）には帯広市からの依頼によって『帯広開基70周年記念式典』用の最中「ひとつ鍋」を開発し、初のオリジナルヒット商品となった。以後は和菓子を中心に製造・販売していたが、次第に酪農を生かした洋菓子を開発するようになった。1963年（昭和38年）にはマドレーヌの「大平原」が誕生した。1967年（昭和42年）、小田豊四郎がヨーロッパへ視察研修へ行った際、視察先の菓子店でチョコレートが主力商品となっていることを目の当たりにし、「日本でもチョコレートの時代が来る」と感じた小田豊四郎が帰国後の翌年からチョコレートの製造を始めた。白いチョコレートの製法を聞くと「北海道の雪のイメージにも合う」ということで試行錯誤を重ねて、日本国内初となる「ホワイトチョコレート」が誕生した。日本国有鉄道（国鉄）による「ディスカバー・ジャパン」のキャンペーンによって広尾線（現在は廃線）愛国駅から幸福駅への切符が「愛の国から幸福へ」としてブームになると、ホワイトチョコレートは帯広を訪れた通称「カニ族」と呼ばれた若者達などから口コミで全国的に知られるようになった。他社でもホワイトチョコレートを販売するようになると商圏を札幌圏など北海道内に拡大して展開しようとするが、すでに「千秋庵製菓」（札幌千秋庵）などが店舗を構えていることなどから活動は狭められた。そこで、1977年（昭和52年）に「千秋庵」の暖簾を返上し、「六花亭製菓」と改名した。
「六花亭」への改名記念で発売したのが「マルセイバターサンド」であり、これが大ヒット商品となり販売網を拡大していった。1978年（昭和53年）には「帯広工業団地」に工場を建設した。1987年（昭和62年）には中札内村の柏林約30ヘクタールを取得し、製菓工場を中心に地域文化を醸成する「地域開発計画」を企画・立案した。このプロジェクトは、「坂本直行記念館」開館を皮切りに敷地内に美術館やレストランなどが点在している「中札内美術村」、マルセイバターサンドの製造工場「六花亭中札内ファクトリーパーク」とその周辺をランドスケープした「六花の森」となって地域に根ざしている。
2015年（平成27年）には札幌市に「六花亭札幌本店ビル」が開業し、店舗やギャラリー「柏」、ホール「ふきのとうホール」があるほか、テナントとして「ヤマハミュージック札幌店」などが入居している。
2024年10月に米カリフォルニア州に新店舗を開設する。この新店舗は初の道外出店とともに、初の海外進出となる。道内へのインバウンド（訪日外国人客）が増加する中、社員の語学力や接客をさらに向上させる一環。新店舗は、ロサンゼルス郊外のランチョクカモンガ市にある商業施設「ビクトリアガーデンズ」に設ける。

### 年表
- 1933年（昭和08年）：「札幌千秋庵帯広支店（後の帯広千秋庵）」として創業。
- 1944年（昭和19年）：工場疎開のため、休業。
- 1946年（昭和21年）：営業再開。
- 1952年（昭和27年）：「帯広千秋庵製菓株式会社」設立[2]。
- 1961年（昭和36年）：坂本直行デザインによる包装紙完成。
- 1965年（昭和40年）：本店新築。
- 1968年（昭和43年）：工場新築。
- 1974年（昭和49年）：初の直営店「西三条店」オープン。
- 1976年（昭和51年）：「株式会社ふきのとう」設立。
- 1977年（昭和52年）：「六花亭製菓株式会社」と改称。
- 1978年（昭和53年）：帯広工業団地に工場新築。
- 1986年（昭和61年）：「六花亭商事株式会社」設立。札幌市で初の独立店「円山店」オープン。
- 1988年（昭和63年）：本社を帯広工場に移転。
- 1992年（平成04年）：中札内村に「坂本直行記念館」（現在の中札内美術村「北の大地美術館」）オープン[11]。
- 1995年（平成07年）：「六花亭研究所」（現在の「有限会社六花亭食文化研究所」）設立。
- 1996年（平成08年）：インターネットによる通信販売開始。
- 1997年（平成09年）：釧路市で初の独立店「春採店」オープン[12]。
- 1998年（平成10年）：中札内村に「六花亭中札内ファクトリーパーク」建設。
- 2002年（平成14年）：小樽市に日藤小樽営業所の倉庫であった石造りの建物を利活用した「小樽運河店」オープン（「北菓楼」の店舗併設）[13]。
- 2004年（平成16年）：函館市で初の独立店「五稜郭店」オープン[14]。
- 2007年（平成19年）：事業所内保育所「ごろすけ保育園」開設。中札内村に「六花の森」オープン[15]。
- 2010年（平成22年）：富良野市で初の独立店「カンパーナ六花亭」オープン[16]。
- 2013年（平成25年）：旭川市で初の独立店「旭川豊岡店」オープン[17]。
- 2015年（平成27年）：「六花亭札幌本店ビル」開業。
- 2022年（令和04年）：「株式会社六花亭」と改称。

## 取り組み・各種制度
六花亭では、1960年（昭和35年）から従業員の心の健康診断を年2回実施しているほか、1991年（平成3年）から全施設の完全禁煙化を実施している。また、従業員の「ワーク・ライフ・バランス」実現に向けた取り組みが盛んであり、1989年（平成元年）から正社員や非正規雇用に関わらず「年次有給休暇」100%取得を実現しているほか、「バースデー休暇」や「メモリアルデー休暇」、自己研鑽のため最長2か月までの「公休制度」、有給ではないが、従業員6人以上のグループ旅行に限って旅費の8割を会社が助成する「社内旅行制度」などの休暇制度を設けている。また、育児休業の取得を奨励して日常化しているほか、2006年（平成18年）から社内託児施設「ごろすけ保育園」を設置している。
各種社内制度に特色があり、「1人1日1情報」では日々の雑感から職場への不満など、個人の思いを「情報」として会社に提供することを奨励している。提供された情報は日刊の社内新聞『六輪』に実名で掲載している。年に1回社内公募が行われる「公休利用制度」では、書類選考によって選ばれた従業員に2週間から最長2ヶ月間の公休を与えている。また、訪日外国人旅行の増加に対応するため、「英語力育成制度」を設けて英語を勉強する従業員に補助金を支給している。

## 施設

### 事業所
- 本社工場 - 帯広市西24条北1丁目3-19
- 三〇工場 - 帯広市西24条北1丁目14-4
- 六花の森工場 - 河西郡中札内村常盤西3線249-6

### 直営店
下記店舗のほかに北海道内の百貨店や総合スーパー・スーパーマーケットなどにもテナント形式で出店している。また、直営店には一部の店舗を除いて「喫茶室」を併設しており、軽食などを提供している。
帯広地区
- 帯広本店 - 帯広市西2条南9丁目6
- 西三条店 - 帯広市西3条南1丁目1-1
- 六花亭ガーデン - 帯広市西22条南2丁目21-9

札幌・道央地区
- 札幌本店 - 札幌市中央区北4条西6丁目3-3
- 円山店 - 札幌市中央区南2条西27丁目
- 神宮茶屋店 - 札幌市中央区宮が丘474-48
- 福住店 - 札幌市豊平区福住2条5丁目1
- 真駒内六花亭ホール店 - 札幌市南区真駒内上町1丁目
- 札幌北店 - 札幌市北区北31条西4丁目2-1
- 森林公園店 - 札幌市厚別区厚別東5条4丁目
- 百合が原店 - 札幌市東区北50条東15丁目6-12
- 小樽運河店 - 小樽市堺町7-22
- 苫小牧店 - 苫小牧市しらかば町6丁目15-27

釧路地区
- 春採店 - 釧路市春採3丁目19-1
- 鶴見橋店 - 釧路市昭和町2丁目20

旭川・富良野地区
- 旭川豊岡店 - 旭川市豊岡12条6丁目62
- 神楽岡店 - 旭川市神楽岡8条2丁目1-15
- カンパーナ六花亭 - 富良野市清水山

函館地区
- 五稜郭店 - 函館市五稜郭町27-6
- 漁火通店 - 函館市金堀町9-18

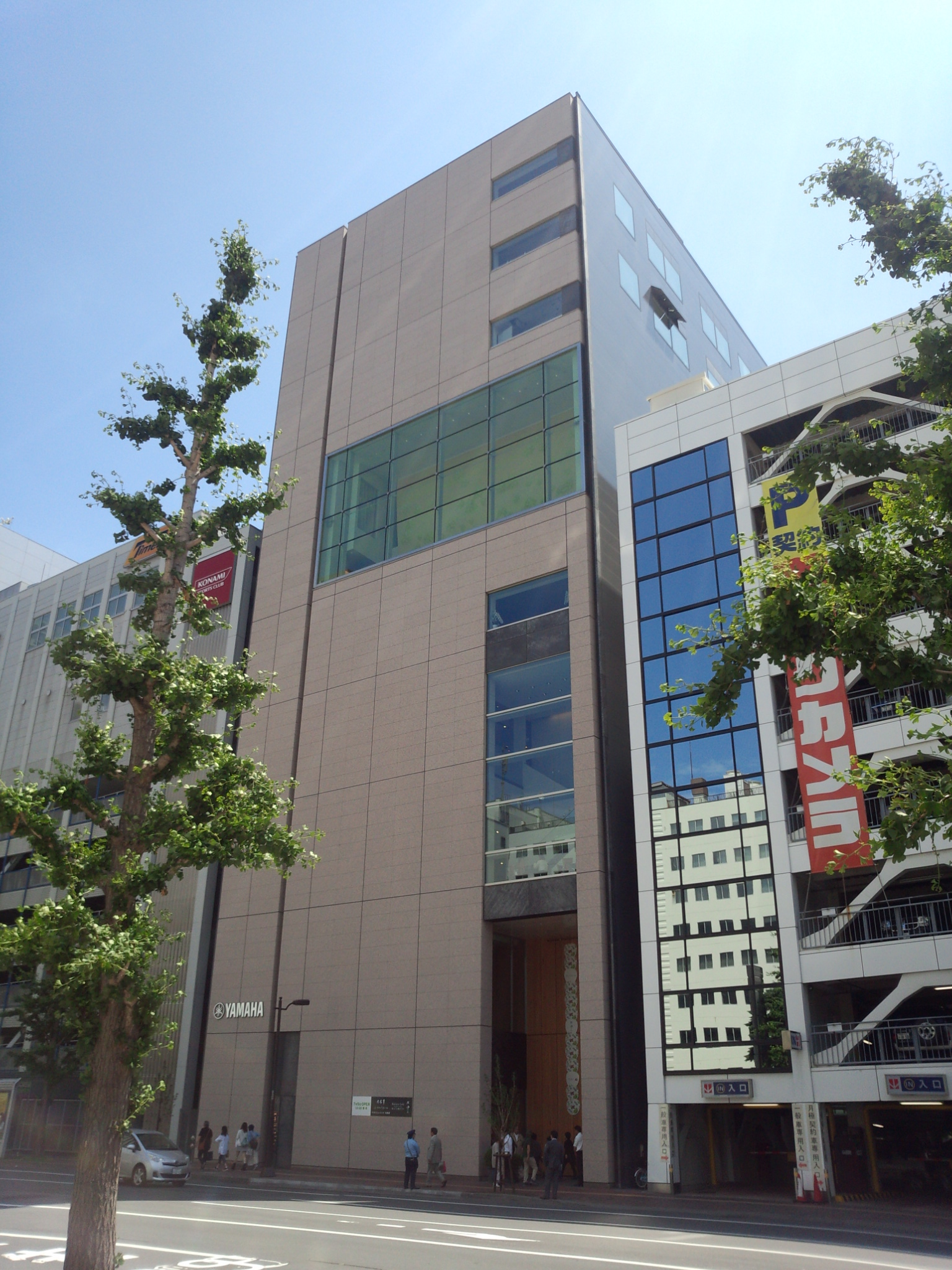
札幌本店ビル（2015年7月）
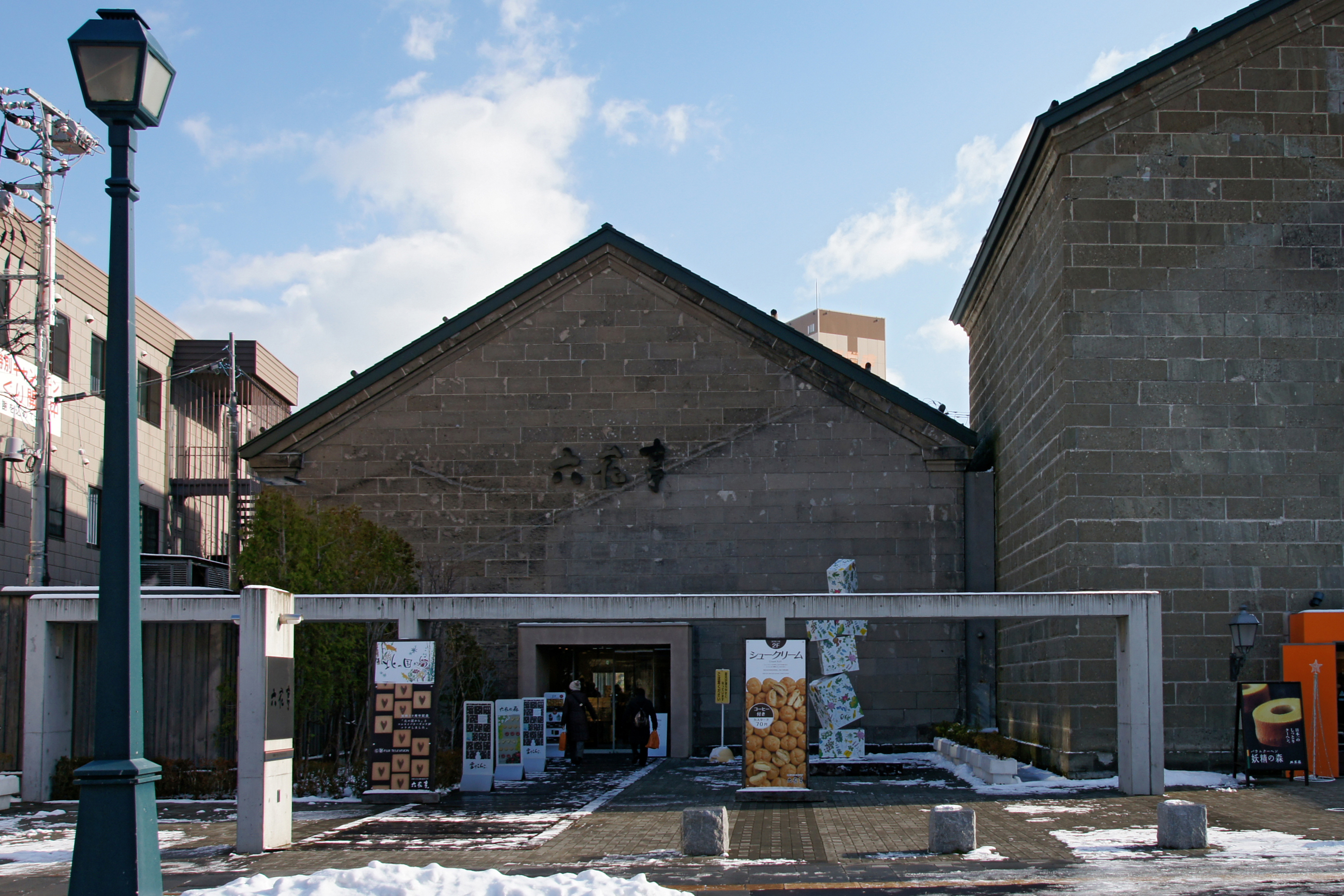
小樽運河店（2011年11月）
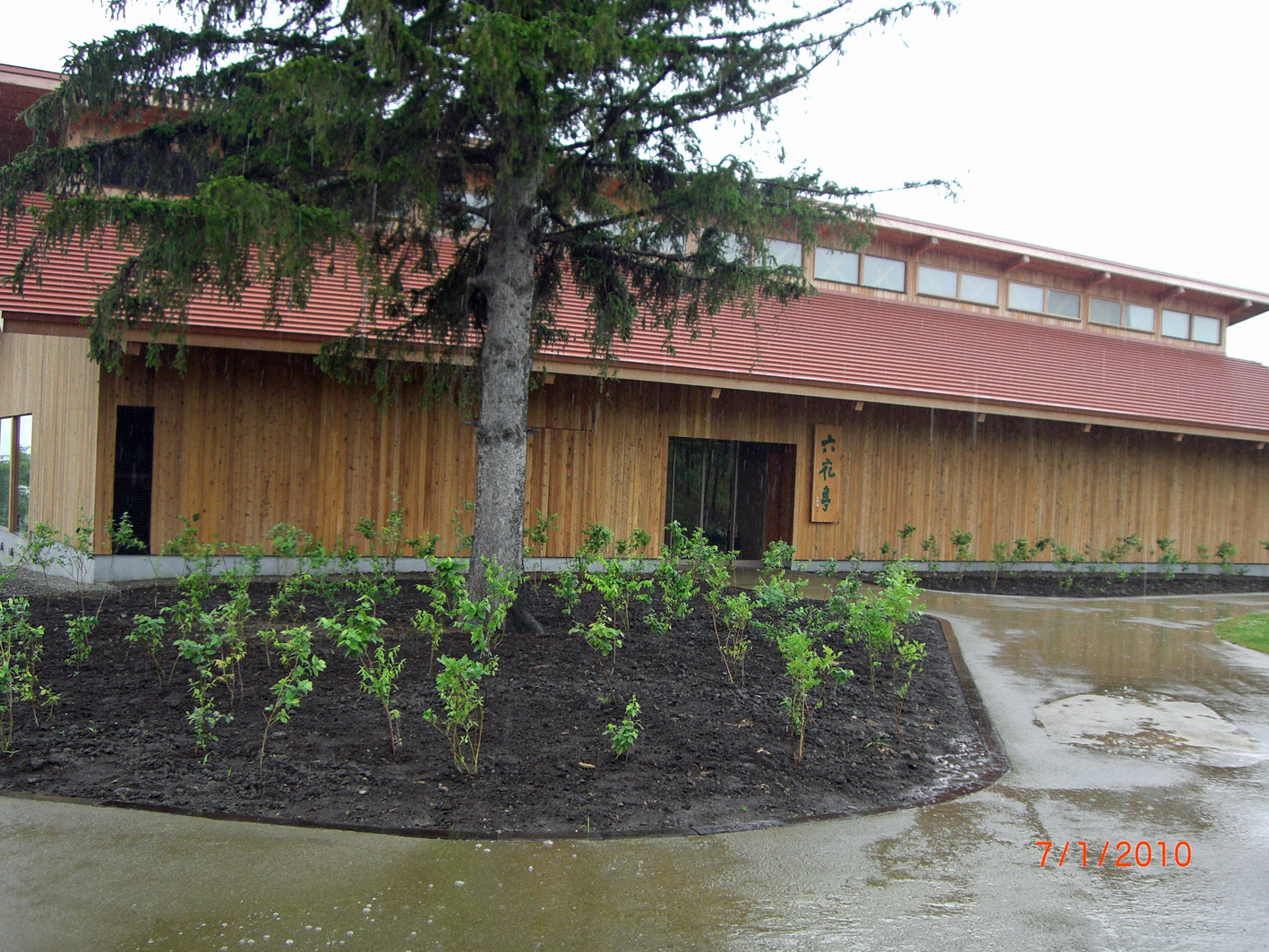
カンパーナ六花亭（2010年7月）

かつて存在した店舗
- 新川店 - 札幌市北区新川3条7丁目

札幌北店開店のため2020年10月31日閉店。
- 北大エルム店 - 札幌市北区北21条西8丁目3-5

2022年11月7日閉店。

### 施設
- 中札内美術村 - 河西郡中札内村栄東5線
- 六花の森 - 河西郡中札内村常盤西3線249-6
- 六花山荘 - 空知郡中富良野町宮町7-13
- はまなしホール - 帯広市西2条南9丁目6 六花亭帯広本店4階
- ふきのとうホール - 札幌市中央区北4条西6丁目3-3 六花亭札幌本店6階
- 真駒内六花亭ホール - 札幌市南区真駒内上町1丁目 真駒内六花亭ホール店

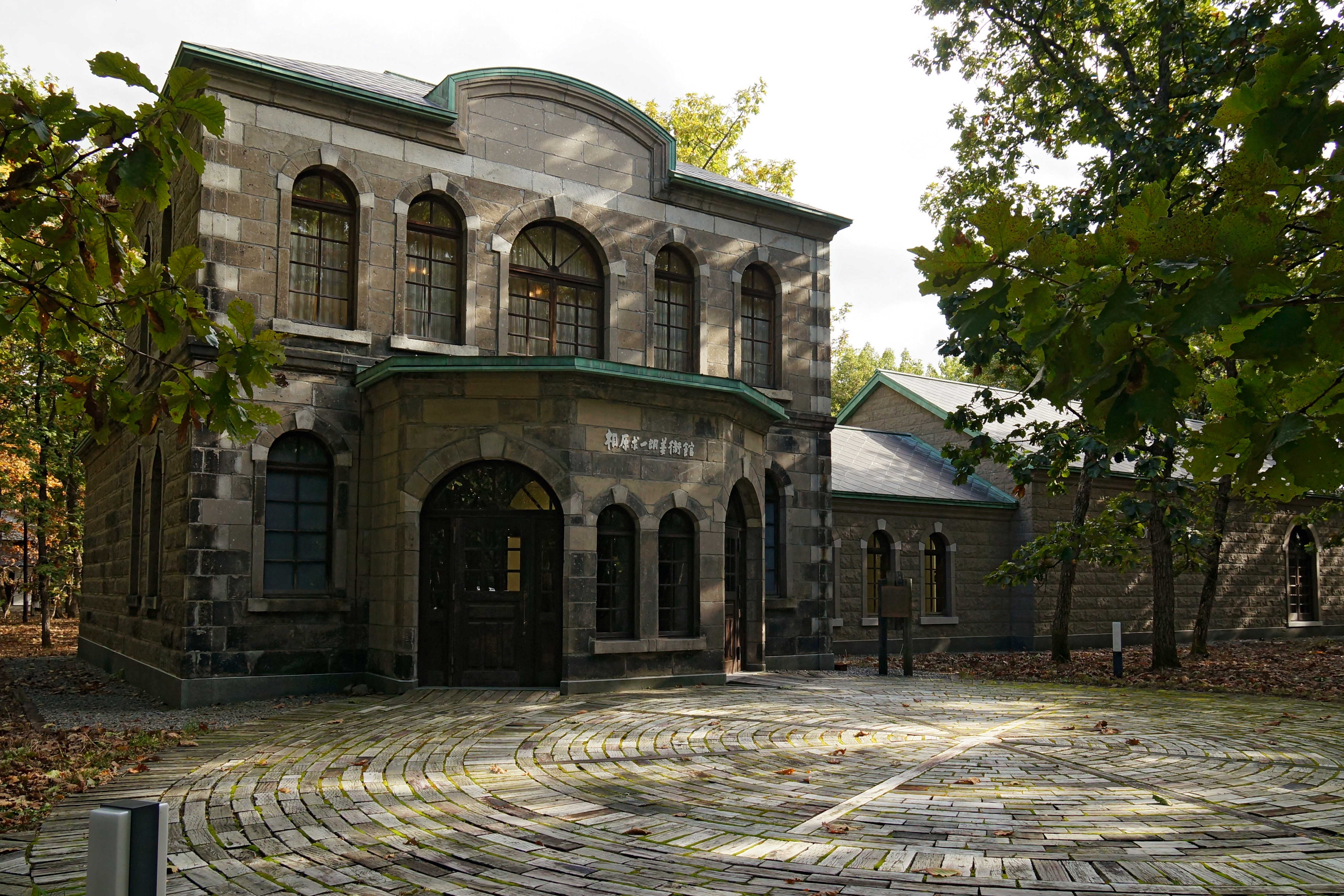
「中札内美術村」相原求一朗美術館（2013年10月）
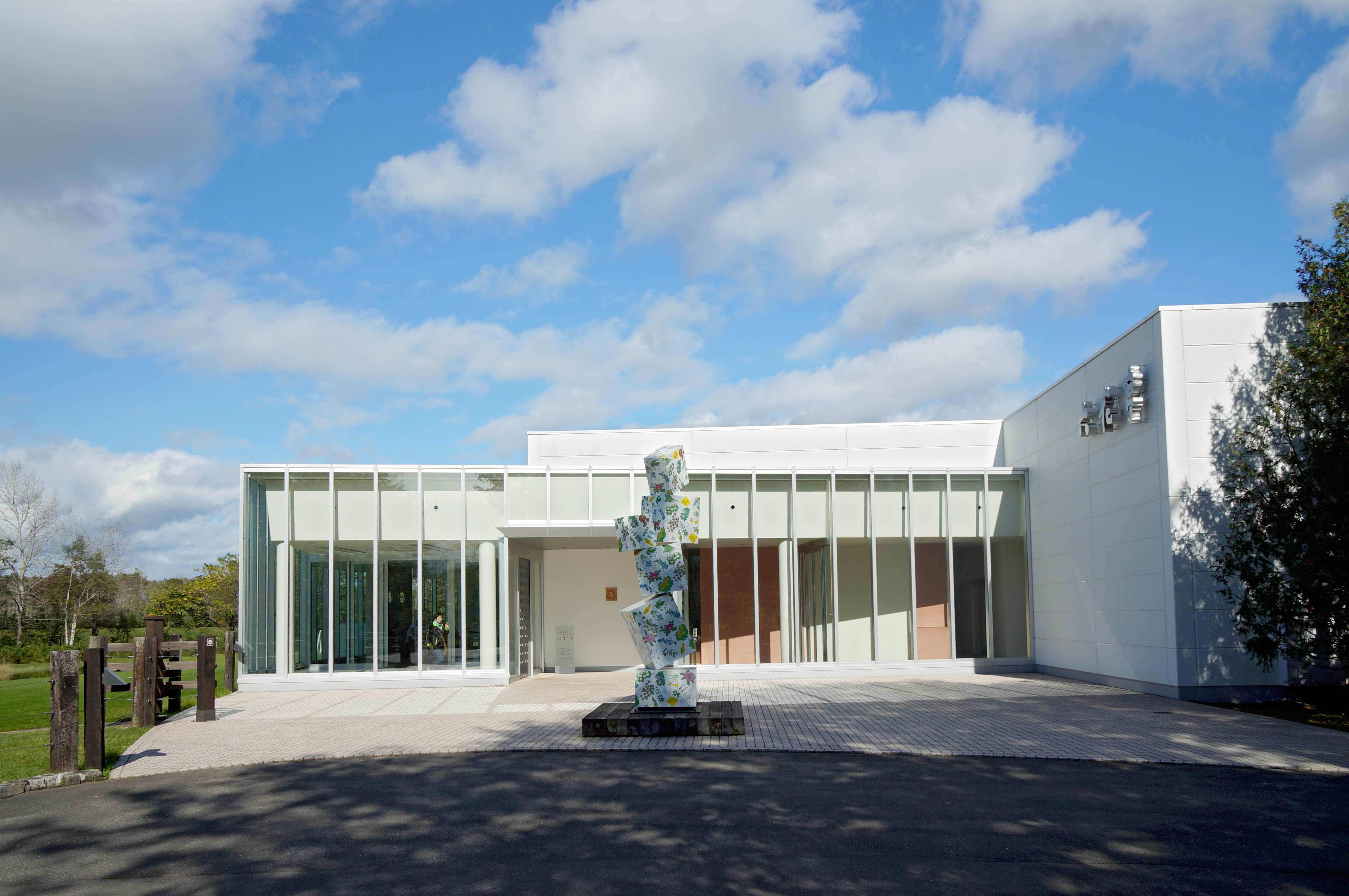
「六花の森」レストハウス&ショップ はまなし（2013年10月）

## メセナ活動
六花亭のメセナは、1951年（昭和26年）に小田豊四郎が、十勝支庁主催の経済セミナーで講師が語った「お菓子は文化のバロメーター」という言葉に感銘を受け、「帯広の文化を織り込んだお菓子を作り、文化の薫りあふれる食生活づくりに役立ちたい」という責任を感じたことから始まっている。1958年（昭和33年）、小田豊四郎のもとに福島県郡山市にある菓子店「柏屋」が発行した子どもの詩集『青い窓』が届けられた。これに感動した小田豊四郎は「同じような詩誌を創れば、十勝の子どもたちにも役立つのでは」と考え、地元の学校の先生方による賛同と協力もあり、1960年（昭和35年）に文化活動の第一歩となる児童詩誌『サイロ』創刊号を発行した。表紙絵は画家の坂本直行によるものである。直行は坂本龍馬（本名：直柔）の実家である旧土佐藩郷士坂本家当主で、北海道帝国大学卒業後に志を立てて十勝の開拓農民となったが、厳しい農作業や、創設に関わった北大山岳部の後輩たちによる登高サポートなどの傍らで描いた、日高山脈の山岳画や高山植物のスケッチへの評価は、東京でも高まりつつあった。そうしたなかで、画業に専念できる転機をもたらした小田豊四郎の依頼に対して坂本は、「私は死ぬまで無償で描き続けるから、廃刊しては駄目ですよ」と述べており、亡くなる直前まで毎月の発行のために欠かさず絵を描き続けた。翌年から坂本は帯広千秋庵の包装紙のデザインを、日高山脈の希少な高山植物を主体に手掛けるようになり、現在の「六花亭＝花柄」というイメージが出来上がった。なお、2010年（平成22年）からは真野正美が表紙絵を描いている。
創業50周年を迎えた1982年（昭和57年）には当時の帯広本店喫茶室にて室内楽の『演奏会』と古典落語の『寄席』が催され、当初は1年間の記念事業とする予定であったが、周りから惜しむ声が多かったため継続することになった。現在、コンサートは帯広本店「はまなしホール」のほかに中札内美術村、真駒内六花亭ホールや札幌本店「ふきのとうホール」で開催している。1999年（平成11年）には帯広で「六花文庫」を開設しており、2004年（平成16年）には「真駒内六花亭ホール」内に開設した。館内には約8,000冊の書籍を保管し、自由に閲覧できるようになっている。
「小田豊四郎記念基金」は小田豊四郎が現役を退く際に、今までの「食を通しての街づくり」と同じく「北海道の食文化の発展」を願って寄与することを目的に、基金を設立した。2003年（平成15年）に北海道から特定非営利活動法人（NPO法人）に認証された。「小田豊四郎賞」は基金会員の推薦を基に北海道の食や食文化の発展に功績のある個人団体を選考し、受賞者には正賞ブロンズ像と副賞を贈呈している。

## クラブ活動
「六花亭軟式野球部」は2004年（平成16年）の『政府管掌健康保険全国軟式野球大会』で初優勝しているほか、北海道代表として出場した『第69回国民体育大会』で第3位、『第71回天皇賜杯全日本軟式野球大会』でベスト4になっている。2021年からは元法政大学野球部監督の青木久典が監督を務めている。元プロ野球選手が所属することもあり、過去には元東北楽天ゴールデンイーグルスの神保貴宏と加藤正志が選手登録している時期があり、2021年には元福岡ソフトバンクホークスの鈴木駿也が、2022年にはタイトル獲得経験もある元埼玉西武ライオンズの多和田真三郎が選手登録している。
「六花亭ドルチェアンサンブル」は定期演奏会や吹奏楽コンクールなどに参加している。かつては女子アイスホッケーチーム「釧路ベアーズ」のスポンサーとなっていたほか、サッカークラブ「六花亭マルセイズFC」があった。

## テレビ番組
- 日経スペシャル カンブリア宮殿 熱狂ファンを生み続ける "六花亭" 震災に負けない!驚きサバイバル術の全貌（2018年10月4日、テレビ東京）[28]

## 出版

### 関連書籍
- 『一生青春一生勉強』（編者:六花亭製菓株式会社）（1993年9月、六花亭製菓）- 六花亭の創業者、小田豊四郎の自伝
- 『お菓子の詩 商業史発掘ノンフィクションシリーズ』（1995年10月12日、商業界）- 六花亭の創業者、小田豊四郎の半生を描いた本 ISBN 9784785501464
- 『お菓子の街をつくった男 帯広・六花亭物語』（1999年4月1日、文溪堂）- 六花亭製菓会長・小田豊四郎の物語 ISBN 9784894232273

## 受賞・選定
- 緑化優良工場『北海道通商産業局長表彰』「六花亭製菓株式会社帯広工場」[29]
- 『メセナ大賞』奨励賞[30]
- 『北海道赤レンガ建築賞』「相原求一朗デッサン館」「六花亭釧路春採店」「真駒内六花亭ホール店」
- 『釧路市都市景観賞』「株式会社六花亭釧路 春採店」[31]
- 『函館市都市景観賞』「六花亭五稜郭店」[32]
- 『AACA賞』特別賞「六花亭中札内ファクトリーパーク」[33]
- 日本生産性本部『ワーク・ライフ・バランス大賞』[34]
- 『日本建築学会賞』学会賞（業績部門）「六花の森プロジェクト」[35]
- 『メセナアワード』文化庁長官賞[36]
- 『旭川市景観賞』景観奨励賞「六花亭旭川豊岡店」[37]
- 『帯広市まちづくりデザイン賞』最優秀賞「六花亭西三条店」[38]
- 北海道地域「ダイバーシティ経営企業100選」「新・ダイバーシティ経営企業100選」[39]

## 関連会社
- 六花亭商事
- ふきのとう
- 六花荘農園
- 六花亭食文化研究所
- サンピラー
- アトリエ28

## 音楽
- 花咲く六花亭 - 作詞・伊藤アキラ - 作曲・小林亜星